# 董方中
董方中（1915年—？），男，湖北武汉人，中国外科专家，曾任广慈医院外科第二主任，第六、七届全国政协委员。